# Benauli
Benauli (nep. बेनौली) – gaun wikas samiti w środkowej części Nepalu w strefie Narajani w dystrykcie Bara. Według nepalskiego spisu powszechnego z 2001 roku liczył on 612 gospodarstw domowych i 3961 mieszkańców (1924 kobiet i 2037 mężczyzn).